# Orquesta Sinfónica de Chamartín
La Orquesta Sinfónica de Chamartín se funda en 1993 en el barrio de Chamartín (Madrid). Es una orquesta de financiación privada que realiza la temporada anual de conciertos en el Auditorio Nacional de Música de Madrid.